# Später Ruhm
Mit den Arbeitstiteln Später Ruhm und Geschichte vom greisen Dichter wird ein zu Lebzeiten nicht veröffentlichter Novellenstoff von Arthur Schnitzler bezeichnet, an dem er im Frühjahr 1894 und bis 1895 schrieb. Postume Veröffentlichungen fanden 1977 und 2014 statt.

## Überlieferung
Im Nachlass sind drei Texte überliefert:

### Später Ruhm
datiert: 31. März bis 31. Mai 1894, pag.: 1-4, Maschinenschrift und Handschrift Schnitzler, Mappe 164, Blatt 1 ff.
Veröffentlicht von Reinhard Urbach 1977 in seiner Sammlung von Texten aus dem Nachlass: Entworfenes, Verworfenes.
Inhalt: Ein Beamter wird für sein vor langer Zeit veröffentlichtes Buch Wanderungen von einer jungen Dichter-Generation entdeckt, hält eine Vorlesung für den Kaffeehaus-Verein Ideal, stellt letztlich aber fest, dass der Ruhm nicht Bestand hat und er nunmehr ein „greiser Dichter“ ist.

### Geschichte vom greisen Dichter
Abschrift „Geschichte vom greisen Dichter“, pag.: 1-208, Maschinenschrift, Mappe 164, Blatt 7ff.
(veröffentlicht als Später Ruhm, 2014)
Der Schriftsteller Eduard Saxberger hat vor langer Zeit das Buch „Wanderungen“ veröffentlicht, das zur Zeit der Handlung von dem aufstrebenden Literatenverein „Begeisterung“ entdeckt wird. Der kurz vor seiner Pensionierung stehende Beamte fühlt sich geschmeichelt durch die enthusiastische Zuwendung des Zirkels. Von den Jungautoren zum „Meister“ erhoben, soll er zum Vortragsabend des Zirkels eine neue Dichtung beisteuern und begibt sich nach Jahrzehnten literarischer Abstinenz wieder auf die Suche nach dichterischer Inspiration. Dies bleibt aber vergeblich, denn das industrialisierte Wien ist nicht mehr das seiner Jugendjahre, in denen er seinen Gedichtband geschrieben hat. Er erkennt, dass er als gealterte Leitfigur des begeisterten jungen Wien zur Komödienfigur geworden ist.

### Zum greisen Dichter als Drama
Skizze, dat. 90er Jahre, pag.: 1-5, Maschinenschrift mit handschriftlichen Korrekturen Schnitzlers, Mappe 212, Blatt 6ff.
Unveröffentlichter Text. Er enthält Überlegungen, wie der Stoff als Drama umzusetzen ist. Im 1. Akt die Entdeckung Saxbergers, im 2. Akt die Lesung, dann Pläne für die Zukunft Saxbergers.

## Entstehung
In Zur Physiologie des Schaffens nennt Arthur Schnitzler als Impuls für den Text eine Figur: „Ein alter Mann, der einmal Dichter gewesen ist, es selbst beinah vergaß und nun von der Jugend aufs Schild gehoben wird. (Der greise Dichter)“. Sein Tagebuch ermöglicht, die Entstehungsstationen nachzuvollziehen:
1894
- 30/3 „,Später Ruhm‘ begonnen–“[5]
- 7/9 „Las den,Späten Ruhm‘ durch; scheint nicht übel gelungen.“[6]
- 8/12 „Las Nachmittag für mich meine Novelle Geschichte von einem alten Dichter. Eindruck: Hübsch, einige sehr gute Stellen; im ganzen etwas langweilig.“
- 26/12 „Nm. Loris, Schwarzkopf, Rich., Salten bei mir. Las,Geschichte von einem alten Dichter‘ vor. Ueber 3 Stunden.– Gefiel sehr gut; einige Längen, einige stilist. Schlampereien, Ende zu wenig traurig.–“

1895
- 22/5 „Meine Novelle,Geschichte von einem alten Dichter‘ zu Ende corrigirt; stellenweise erschrecklich geschrieben, im ganzen ohne viel Wärme; einzelne hübsche Stellen.–“
- In einem Brief an Beer-Hofmann vom 24. Juni 1895 vermerkt er das Ende der Arbeit, bevor er den Text an Hermann Bahr für den Abdruck in der Zeit (Wiener Wochenschrift) sandte: „Ja, den alten Dichter hab ich erheblich gestrichen; ich find ihn aber noch immer etwas langweilig. Die stilistischen Schlampereien (»ich bin erschrocken«) sind wohl alle draußen. – […] In diesem Augenblick sitzt der Schreiber im Nebenzimmer u paginirt den alten Dichter.“[7]
- 17/7 „Greisen Dichter an Bahr geschickt.“
- 8/9 „Nachträglich: Bahr hat mir den greisen Dichter unter tadelnder Kritik zurückgeschickt.–“
- 25/11 „Verstimmt über ‚den greisen Dichter‘, den ich durchlas und der mir höchlichst mißfiel.–“

## Rezeption
Hermann Bahr lehnte den Abdruck ab:

„Ich habe die »Geschichte von einem greisen Dichter« sofort gelesen und dann, nachdem ich sie einige Tage bei mir erwogen, noch einmal. Als Redacteur muß ich nun sagen, daß ich eine so lange, dabei doch dünne Geschichte von schwacher Handlung und nicht sehr deutlichen Gestalten durch Zerstückelung in etwa acht Partieen, mit Pausen von acht Tagen, schädigen und um jede Wirkung bringen würde. Wenn ich auch als Kritiker reden darf, so möchte ich nicht verhehlen, daß mir die Novelle von unmäßiger Länge und einer gewissen, nicht in der Sache liegenden Schwere scheint, indem ein heiterer, aber nur bei Kürze und Leichtigkeit wirksamer Gedanke allzu gewaltsam hinausgezogen wird.“

Hinweise auf den Text gab das Arthur-Schnitzler-Archiv in Freiburg im Breisgau in seinem 1969 erschienenen Nachlassverzeichnis. Bei der von Reinhard Urbach in Erweiterung der Gesamtausgabe Schnitzlers herausgegebenen Auswahl aus Unveröffentlichtem aus dem Nachlass wurde Später Ruhm – das kurze Typoskript – erstmals veröffentlicht und auf den längeren Text verwiesen, auf dessen Abdruck „bisher verzichtet wurde“ weil, wie der Herausgeber 2014 nachreichte, der längere Text die veröffentlichte kürzere Fassung nur verwässere, aber nichts hinzufüge.

### Kontroverse um die Edition von 2014
Im Mai 2014 kündigte der Zsolnay Verlag die erstmalige Buchausgabe der längeren Fassung an, wobei dafür Schnitzlers Titel verworfen wurde und jener der kürzeren Texte zur Verwendung kam. Die Werbeaussendung spricht von „literarische[r] Sensation […] Meisterwerk“, das „Jahrelang unbeachtet im Archiv“ gelegen sei. Bei dem Hinweis mehrerer Zeitungen und Nachrichtenportale, der Text sei verschollen gewesen, dürfte es sich um eine Hinzufügung nachlässiger Redakteure handeln, eine sogenannte Zeitungsente. In Folge entstanden Debatten darüber, ob es sich um einen bedeutenden Fund und einen relevanten Text handelt, sowie über die Qualität der Edition und ob sie wissenschaftlichem Anspruch genügt.

#### Qualität des Textes
Am 7. Mai erschien ein Teilabdruck im Feuilleton der Frankfurter Allgemeinen Zeitung, die Bedeutung begründend: „Es ist schon sehr viel mehr vom großen Schnitzler in dieser Novelle, als ihr Verfasser selbst geahnt haben dürfte.“
Zahlreiche spätere Rezensionen beurteilten die Qualität des Textes positiv, so Iris Radisch für Die Zeit, Simon Hadler für den ORF, Anton Thuswaldner in den Salzburger Nachrichten, Judith von Sternburg in der Frankfurter Rundschau, Mathias Schnitzler in der Berliner Zeitung und Hubert Spiegel in der FAZ. Die durch eine Jury ermittelte SWR-Bestenliste reihte das Buch im Juni 2014 auf Platz 1. Im Spiegel schrieb Hans-Jost Weyandt: „ein Ereignis für jeden literarisch Interessierten, selbst wenn er den tollen Berichten vom Sensationsfund zu Recht misstraut.“ Volker Weidermann schrieb in der FAS vom 11. Mai 2014: „Was man aber aus seinem hundertzwanzig Jahre alten Text lernen kann – und was selbst Karl Kraus hätte aus ihm lernen können –, ist ein ironischer Blick auf sich und die Welt.“ Und am 15. Mai urteilte Andreas Breitenstein in der NZZ: „Von hohem satirischem Unterhaltungswert ist das Bestiarium des ‚Jungen Wien‘, eine Typologie der Kaffeehausliteraten, mit denen Schnitzler selber seinerzeit freundschaftlich verkehrte. (…) Fand der Spott damals seine direkten Adressaten nicht, so kommt er heute durchaus noch an – auf dem Jahrmarkt der literarischen Eitelkeiten herrscht ein Gewimmel wie eh und je.“
Negativ äußerten sich Klaus Nüchtern im Falter, Werner Krause in der Kleinen Zeitung, Ronald Pohl im Standard, Wolfgang Huber-Lang in der Südostschweiz und Reinhard Urbach in der Presse.

#### Kritik an der Edition
Konstanze Fliedl, selbst Herausgeberin der Historisch-kritischen Ausgabe des Frühwerks Arthur Schnitzlers, lehnte im Deutschlandfunk den „Sensationsfund“ ab, es handle sich um einen längst bibliographierten Text, der keine hohe literarische Qualität besitze. Zurückhaltender positionierte sich in der Welt vom 17. Mai 2014 Daniela Strigl, die in Marie von Ebner-Eschenbachs Novelle Ein Spätgeborener einen ähnlichen Stoff besser behandelt sieht, Später Ruhm dennoch lesenswert findet. Sie kreidete den Herausgebern an, sie hätten sich „nicht nur für die neue Rechtschreibung entschieden, sondern ohne jede Begründung auch dafür, die handschriftlichen Korrekturen Heinrich Schnitzlers zu übernehmen“. Problematisiert wurden die Korrekturen von Volker Breidecker in der Süddeutschen Zeitung vom 16. Mai 2014; der von ihm befragte Schnitzler-Handschriften-Experte Peter Michael Braunwarth habe eine Stichprobe als von Arthur Schnitzler (und nicht von dessen Sohn Heinrich) stammend beurteilt. Zusammenfassend kritisierte Breidecker die Neuveröffentlichung sehr scharf als „editorischen Skandal“ und „Irreführung sowohl des Lesepublikums wie der wissenschaftlichen Öffentlichkeit“. Er verwarf die Angaben zur Entstehung der Typoskriptvorlage im Nachwort der Herausgeber als „abenteuerlich“ und bewertete die literarische Qualität der Novelle als nicht sonderlich hoch, wies aber immerhin auf „zwei starke, geradezu traumwandlerische Passagen“ hin. Der Herausgeber der kurzen Skizze vom Späten Ruhm, Reinhard Urbach, beurteilt den längeren Text als 'Petitesse', der zwar veröffentlicht werden könne, der aber die Qualität der sonstigen Nachlasstexte verwässere. Das Nachwort schummle sich über Schnitzlers negative Einstellung dem Text gegenüber hinweg und missverstehe die Schilderung der Zeitgenossen wie Hugo von Hofmannsthal oder Adele Sandrock, da diese doch eigentlich ins Gegenteil ihrer realen Person verkehrt seien. Renate Wagner warf beiden Seiten vor, Fehler gemacht zu haben, der akademischen Schnitzler-Welt für die fehlende Nachsicht gegenüber den „übereifrigen“ Findern, den Herausgebern für die „Sensation“, die „fehlendes Augenmaß“ verrate. Die nicht nachgewiesene Karikatur auf dem Umschlag stammt von der österreichischen Malerin Bertha Czegka (1880–1954).

### Adaptationen
In der Ö1-Sendung Hörbücher vom 29. Mai 2014 wurde angekündigt, dass der ORF eine Hörspieladaptation der Novelle plane. Daraufhin entstand 2015 eine Co-Produktion mit dem NDR. Die Regie führte Harald Krewer, der auch zusammen mit Helmut Peschina die Funkbearbeitung erstellte. Neben Michael Rotschopf, der den Part des Erzählers übernahm, waren u. a. Joachim Bißmeier, Thomas Reisinger, Michael Dangl, David Miesmer, Matthias Mamedof, Florian Teichtmeister und Julian Loidl in weiteren Rollen zu hören.
Die Erstsendung fand am 25. März 2015 beim Sender NDR Kultur statt. Am 13. Januar 2018 wurde auch auf Ö1 die Hörspieladaption gesendet. Die Abspieldauer beträgt 84'32 Minuten.
Auszeichnung: 4. Platz der hr2-Hörbuchbestenliste Juni 2017
Veröffentlichung: CD-Edition: speak low 2015
Im Jahr 2025 wurde das Werk unter dem Titel Late Fame mit Willem Dafoe und Greta Lee in den Hauptrollen verfilmt.

## Ausgaben
- Arthur Schnitzler: Später Ruhm. In: A. S.: Entworfenes und Verworfenes. Aus dem Nachlaß. Hrsg. v. Reinhard Urbach. S. Fischer, Frankfurt am Main 1977, S. 173–174.
- Arthur Schnitzler: Später Ruhm. Herausgegeben von Wilhelm Hemecker und David Österle. Zsolnay, Wien 2014, ISBN 978-3-552-05693-0.
- Arthur Schnitzler: Später Ruhm. Gelesen von Udo Samel, Hörbuch Hamburg 2014.[37]